# Morten Harket
Morten Harket OSO (Kongsberg, 14 de setembro de 1959) é um cantor, compositor e instrumentista norueguês, conhecido por ser vocalista da banda norueguesa A-ha.

## Infância e adolescência
Morten Harket, nasceu em 14 de setembro de 1959, em Kongsberg, na Noruega, o segundo de cinco filhos de uma família toda Evangélica. Seu pai, Reidar, ainda é um médico-chefe de um hospital, e sua mãe, Henny, ainda é uma professora de economia doméstica. Harket tem três irmãos e uma irmã. Descreveu seus primeiros anos escolares como um desafio. O jovem era conhecido por sonhar acordado, pego mais em suas fantasias do que na realidade. Ele também encontrou-se com vítima de valentões do colégio

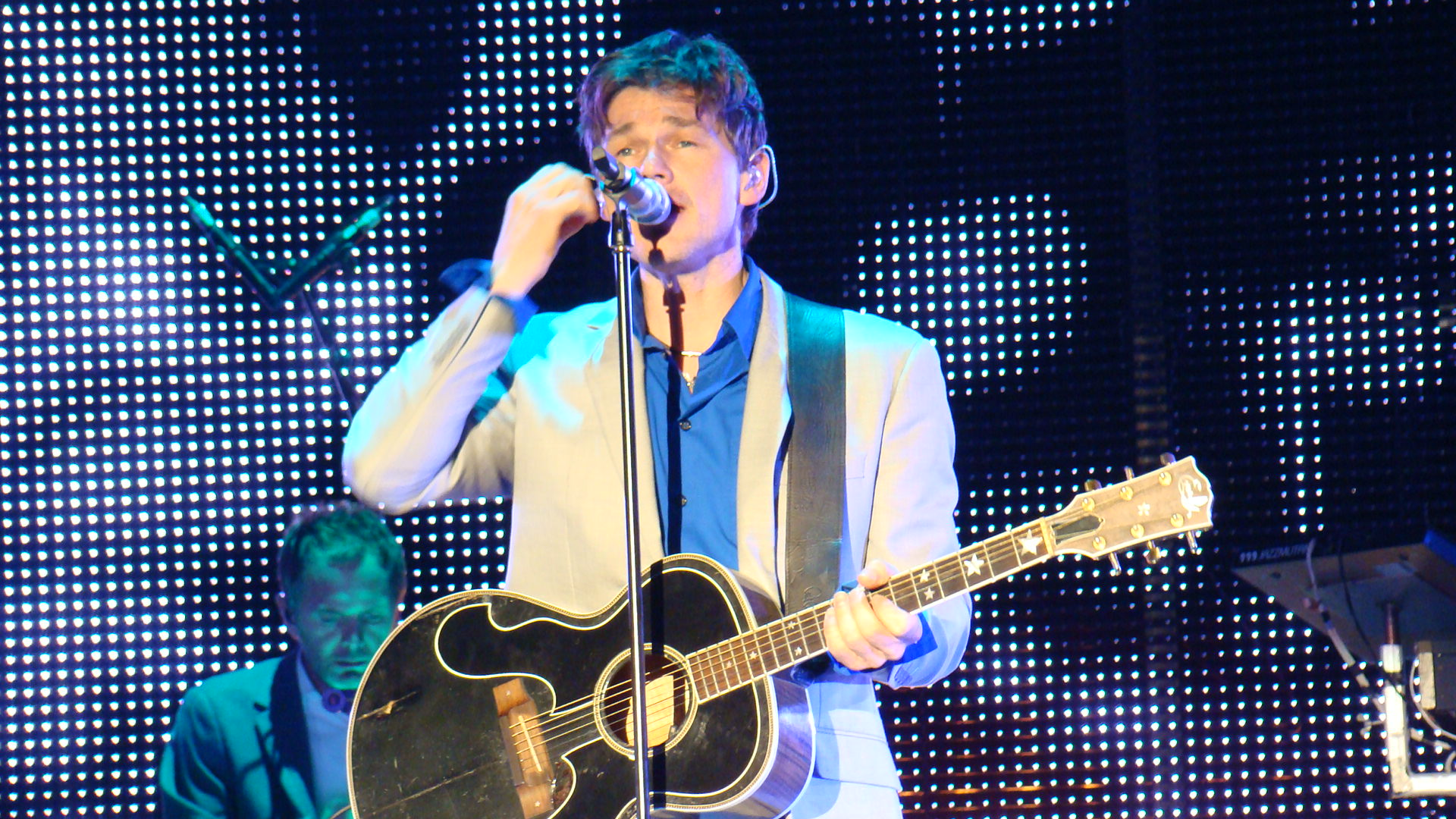
Harket em 2010 com o A-ha em Kiev, na Ucrânia.

Quando era criança, na escola apanhava de outros garotos. Também nesta fase, era muito sonhador, tinha uma paixão platônica por uma de suas professoras.
Enquanto Harket conseguia melhorar suas habilidades sociais, ele ainda continuou a lutar para se concentrar na escola. O único assunto que ele parecia se destacar em sua classe era cristianismo. Isso inspirou Harket para estudar em um seminário teológico. Foi fortemente atraído para o ministério como uma profissão, mas uma coisa lhe falou ainda mais: a música.
Morten Harket adorava música desde os seus dias de pré-escola, e esta apreciação parece ser de família. Seu pai havia sonhado em se tornar um pianista clássico. Ainda pequeno sua mãe o ouviu  cantar uma música e logo resolveu colocá-lo para fazer aulas de piano, e segundo ele, isso o deixou nervoso, pois queria aprender a tocar sozinho. Harket teve aulas de piano por um tempo, mas não tinha a disciplina para a prática. Ele preferiu compor e improvisar. Foram artistas como Jimi Hendrix e Uriah Heep que o inspiraram a seguir a carreira musical, especialmente a cantar.

## Vida pessoal
Quando começou sua carreira, namorava a atriz Bunty Bailey, aquela que aparece nos clipes de Take On Me e de The Sun Always Shines On TV, mas não durou muito, logo conheceu Camilla Malmquist, uma atriz sueca, com quem se casou e teve três filhos: Jonathan (1989), Jakob (1990) e Anna Katherina Tomine (1993). Após separarem-se por um tempo os dois reataram mas, entre 1998 e 1999, anunciaram definitivamente o fim do casamento que durou mais de dez anos.
Uma ex-namorada de Harket (Anne Mette) deu à luz a primeira criança dela, uma menina, chamada Henny, em 2003. Atualmente Harket está namorando sua assistente pessoal, Inez Anderson. Morten retomou a carreira solo depois que o A-ha resolveu fazer uma pequena pausa, e lançou seu single chamado Movies, o CD foi lançado em fevereiro de 2008: Letter From Egypt.
Em dezembro de 2007 Morten lançou mais um single chamado Letter From Egypt em sua apresentação no prêmio Nobel.
Em abril de 2008 Morten lançou mais single chamado Darkspace. Também em 2008, nasceu sua quinta filha (da sua assistente Inez Andersson), chamada Carmem Poppy.
Em 2012 Morten voltou ao Brasil, lançando seu álbum Out Of My Hands.
Em 2013 esteve em turnê na Europa, lançando o álbum Brother.
Entre 2015 e 2016 esteve em turnê com a-ha lançando o álbum "Cast In Steel" na Cast In Steel Tour.
Fez uma turnê com o a-ha com o primeiro material acústico da banda "MTV Unplugged". 
Morten Harket vive desde os anos 1990 em Londres na Inglaterra; apesar de ser norueguês e seus filhos vivem entre a Suécia e a Noruega com a mãe sueca (Camila Malmquist Harket) e a outra filha vive em Oslo na Noruega com uma ex-esposa também norueguesa. Os pais de Morten ainda estão vivos e vivem com o irmão de Morten na Noruega.
No dia 4 de junho de 2025, o vocalista do a-ha, Morten Harket, contou que enfrenta a doença de Parkinson em segredo há anos e passou por cirurgia cerebral nos EUA em 2024 para aliviar sintomas ..

## Discografia
Morten Harket já lançou em sua trajetória solo seis álbuns, sendo dois deles (Poetenes Evangelium e Vogts Villa) cantados em norueguês.

### Álbuns
- Poetenes Evangelium (1993)
- Wild Seed (1995)
- Vogts Villa (1996)
- Letter from Egypt (2008)
- Out Of My Hands (2012)
- Brother (2014)

Os únicos álbuns solo de Morten Harket lançados no Brasil são Wild Seed e Out Of My Hands '.

## Singles
- "A Kind of Christmas Card" (1995).
- "Spanish Steps" (1996).
- "Heaven's Not For Saints" (1996).
- "Movies" (2008).
- "Darkspace (You're with Me)" (2008).
- "We'll Never Speak Again" (2008).
- "Lightning" (2012).
- "Scared of Heights" (2012).
- "I'm The One" (2012).
- "There is a Place" (2013)
- "Brother" (2014)

## Trilhas e coletâneas
- Kamilla og Sebastian / Kamilla og tyven (1989).
- Can't take my eyes off you / Coneheads (Cônicos e cômicos),1993.
- Me slaar framfor oss krossen din (1994).
- Hymne til Kjorleiken & Sanctus / Missa caritatis (1995).
- Eiving ung / Kom ut og leg (1995).
- Krakevisa / Kvirre Vitte Vitt! (1997).
- A Jester in town / The Sophia's World (1999).
- Jungle of beliefs / Culture spans the world (1999).

## Faixas com outros artistas
Além dos seus álbuns, Morten foi o componente do a-ha que mais colaborou em músicas de outros artistas.
- "Wind Of Change - MTV Acústico In Athens"/Morten e Scorpions, 2013
- "Hallelujah" /Morten e Espen Lind, 1998
- "Der et enna tid" / Morten e Bjorn Eidsvag, 1989
- "Where you are", / Morten e a cantora Sjlie, 1991
- "Milimiter" / Morten e Anne Grete Preus, 1994
- "Never hear that laugh" / Morten e Jorun Bogeberg, 1994
- "Han Er Min Sang Og Min Glede" / Anne Marie Almedal, 1994
- "Piya" / Junoon, 2001
- "Gilda's Prayer"/ Earth Affair, 2004